# Lewis Boss

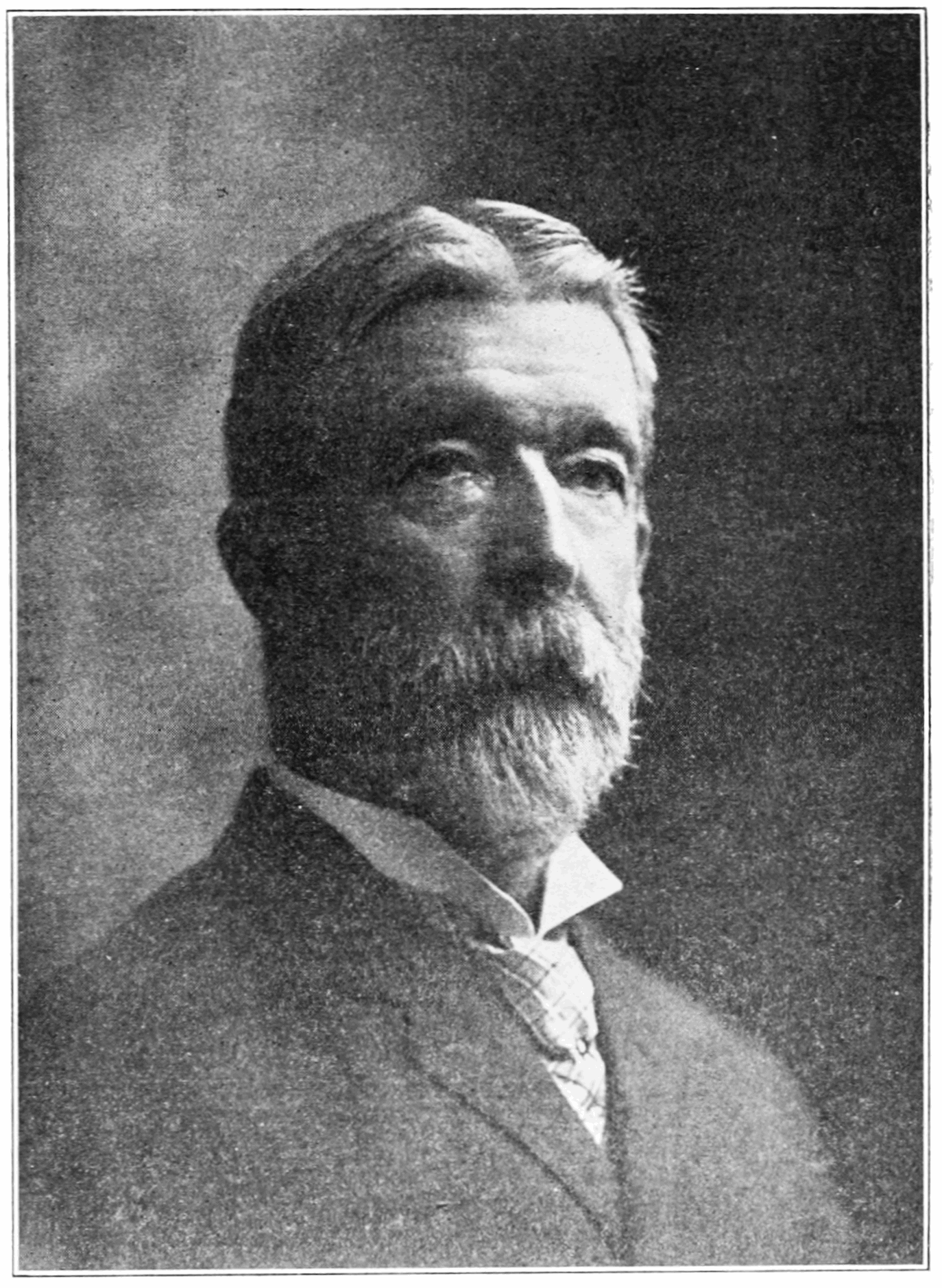

Lewis Boss (ur. 26 października 1846 w Providence, zm. 5 października 1912 w Albany) – amerykański astronom.

## Życiorys
Uczęszczał do liceów w Lapham Institute i New Hampton Institution. W 1870 ukończył Dartmouth College, po czym podjął pracę jako urzędnik w administracji państwowej. Jako asystent astronoma wziął udział w ekspedycji wyznaczającej granicę amerykańsko-kanadyjską. W latach 1876–1912 był dyrektorem Dudley Observatory.
Boss stał się znany jako astronom katalogujący gwiazdy i komety, a zwłaszcza informacje o ruchu własnym gwiazd. W 1882 dowodził wyprawie do Chile w celu obserwacji tranzytu Wenus przez tarczę słoneczną. Jego największym osiągnięciem jest wyznaczenie punktu zbieżności Hiad. W 1905 otrzymał Złoty Medal Królewskiego Towarzystwa Astronomicznego.
W 1909 został redaktorem „The Astronomical Journal”. Po jego śmierci, obowiązki te przejął syn Bossa, Benjamin Boss.
Jego nazwiskiem nazwano krater na Księżycu, Boss.

## Publikacje
- Preliminary General Catalogue (1910) – zawierający informacje o ruchu własnym 6188 gwiazd